# SF Wirtzfeld
SF Wirtzfeld – belgijski klub szachowy z siedzibą w Wirtzfeld, pięciokrotny mistrz kraju.

## Historia
Klub został założony w grudniu 2000 roku. W sezonie 2004/2005 zainaugurował uczestnictwo w mistrzostwach Belgii. W 2008 roku klub zadebiutował w Division 1. W sezonie 2008/2009 szachiści klubu zdobyli mistrzostwo kraju. W 2010 roku Wirtzfeld uzyskał wicemistrzostwo, jednak po sezonie wycofał się z ligi i podjął starty w Division 3. W sezonie 2012/2013 SF Wirtzfeld wrócił do pierwszej ligi i zdobył mistrzostwo kraju. W 2013 roku klub zadebiutował w Pucharze Europy. W rozgrywkach klub wygrał cztery mecze, m.in. z CE Genève, Oslo SS i Asker SK, zajmując w końcowej klasyfikacji osiemnaste miejsce. Sezon 2014/2015 klub zakończył na trzecim miejscu w mistrzostwach kraju, a rok później – na drugim. W 2017 roku SF Wirtzfeld ponownie był trzeci. W sezonie 2017/2018 klub zdobył swoje trzecie mistrzostwo Belgii w historii. Sezon 2019/2020 zespół zakończył czwartym tytułem. W sezonie 2021/2022 nastąpiła skuteczna obrona mistrzostwa. W 2023 roku klub uzyskał wicemistrzostwo Belgii. W Pucharze Europy klub zajął natomiast 58. miejsce. Następnie zespół wycofał się z najwyższej belgijskiej klasy rozgrywkowej i w sezonie 2023/2024 grał w Division 3.

## Arcymistrzowie w historii klubu
- Igor Chenkin[14]
- Daniel Dardha[15]
- Alexandre Dgebuadze[16]
- Romain Édouard[17]
- Serhij Fedorczuk[18]
- Sébastien Feller[16]
- Daniel Fridman[19]
- Tigran Gharamian[20]
- Giennadij Ginsburg[21]
- Michaił Gurewicz[22]
- Thorsten Michael Haub[23]
- Daniel Hausrath[24]
- Imre Héra[25]
- Michael Hoffmann[26]
- Ádám Horváth[27]
- József Horváth[28]
- Andrei Istrățescu[14]
- Artur Jakubiec[29]
- Bence Korpa[30]
- Feliks Lewin[23]
- Arkadij Naiditsch[31]
- Władysław Niewiedniczy[32]
- Friso Nijboer[21]
- Petar Popović[33]
- Jewgienij Postny[19]
- Arkadij Rotstein[33]
- Róbert Ruck[32]
- Philipp Schlosser[33]
- Sebastian Siebrecht[34]
- Ivan Sokolov[35]
- Andrij Sumiec[25]
- Andriej Szczekaczew[36]
- Aryan Tari[37]
- Erik van den Doel[25]
- Luc Winants[21]